# Kathleen MacLeod
Kathleen Jane MacLeod (Melbourne, 23 ottobre 1986) è una cestista australiana.

## Carriera
Con l'Australia ha disputato i Campionati oceaniani del 2007 e i Giochi olimpici di Londra 2012.